# Again (album d'Alan Stivell)
Pour les articles homonymes, voir Again.
Albums de Alan Stivell
The Mist of Avalon
(1991) Brian Boru
(1995)
Singles
1. Suite Sudarmoricaine (+ Pop Plinn)
Sortie : 1993
2. Tri martolod (+ Suite Sudarmoricaine)
Sortie : 1993

Again est le dix-septième album d'Alan Stivell paru en 1993 par les Disques Dreyfus. Il réenregistre ses standards des années 1970 avec des arrangements actualisés et l'aide d'invités prestigieux. L'album, plusieurs fois disque d'or avec plus de 300 000 exemplaires vendus, relance l'intérêt pour la musique celtique. C'est à ce moment-là que l'Héritage des Celtes de son ancien compagnon de route Dan Ar Braz va susciter l'engouement du grand public.

## Contexte de réalisation
Alan Stivell revisite les « standards » de son répertoire, notamment les titres marquants de l'album À l'Olympia, en osant de nouvelles expérimentations en matière d'orchestration. Il est épaulé par des « notoriétés » de la musique celtique et des artistes internationaux venant d'autres univers musicaux. Les invités reprennent avec le chanteur « les titres qui ont le plus touché la sensibilité des gens entre 1970 et 1975 ». Réalisé à Nantes, Rennes et Londres, Again a un côté binaire, qui constitue pour Stivell comme une libération.
L'Express estime, en janvier 1994, que le disque est « un petit bijou de musique réunifiant l'Orient et l'Occident, qui répondent toutes au concept du chanteur de la celtitude : "Une modernité sans réserve sur la base de racines musicales profondes" ». La journaliste de musique africaine Sylvie Clerfeuille qualifie Again comme « un album clé d'Alan Stivell. Cet opus symbolise l'ouverture planétaire du barde celte. Il revisite 17 de ses plus grands succès, magnifiant, transcendant et réinventant la musique de sa terre natale, il fait resurgir, au contact du métissage, les subtilités perdues et les sonorités oubliées de ses racines musicales ».
Un article du Journal of American Folklore de 1995, consacré à l'album et à l'identité musicale bretonne, analyse les facettes du folk breton et note que l'album englobe la plupart des formes de la musique bretonne. Pourtant, Stephen D. Winick juge l'album « peu intéressant », « bien qu'il soit exécuté de façon experte et bien que ce soit un résumé raisonnable de la première carrière de Stivell ». Il critique « les tentatives embarrassées de l'album à la gloire du rock tape-à-l'œil » en citant l'intervention des stars qui apportent peu mais poursuit en considérant que « Again a vraiment beaucoup de bonnes qualités et beaucoup de bons moments. Premièrement, il prouve une fois de plus que Stivell a peu d'égaux sur la harpe celtique. »

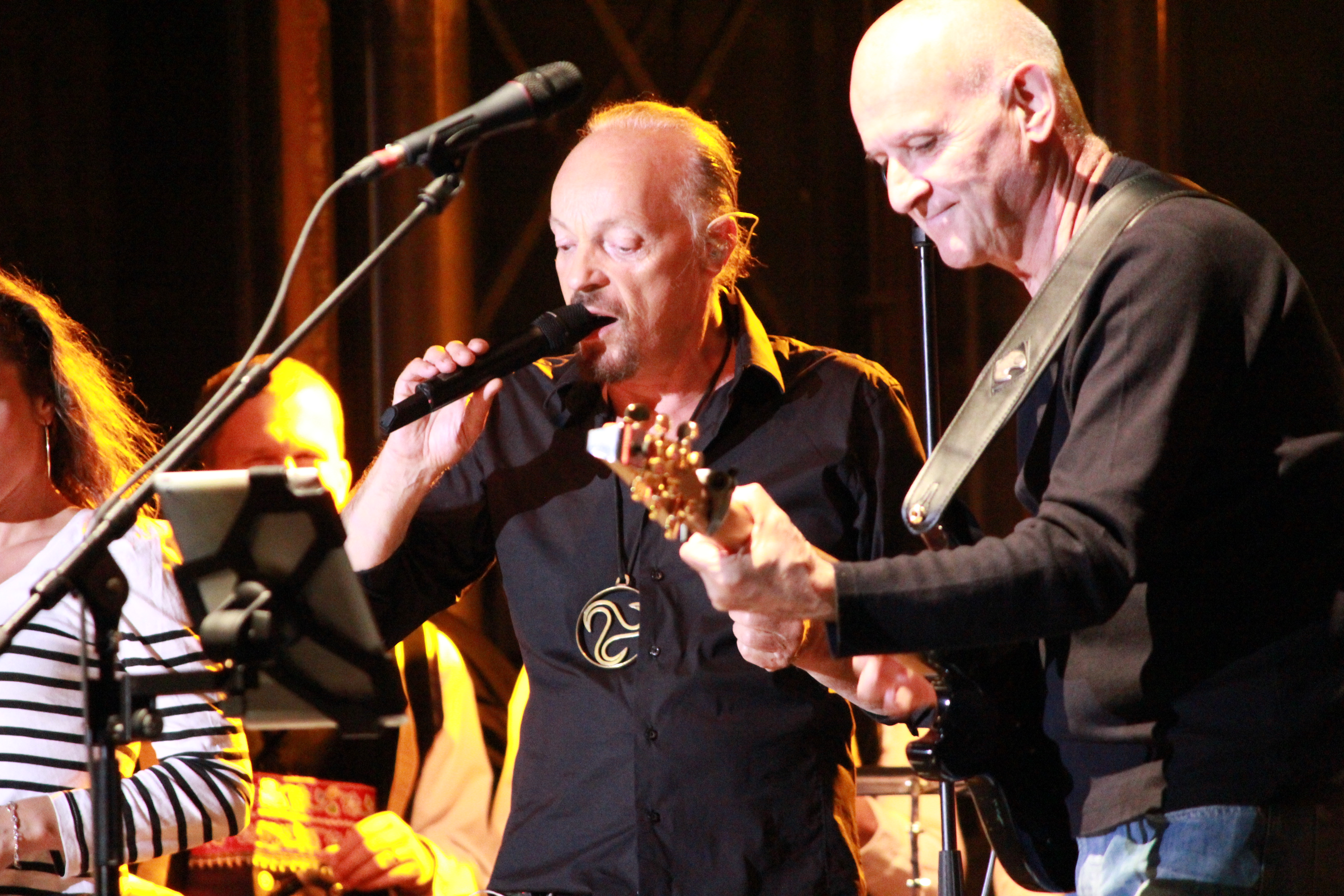
Alan Stivell et Dan Ar Braz
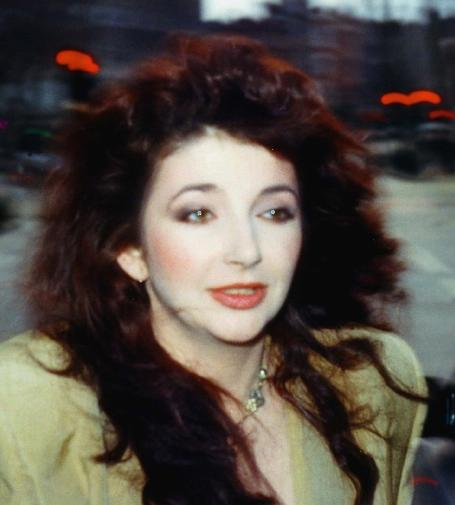
Kate Bush
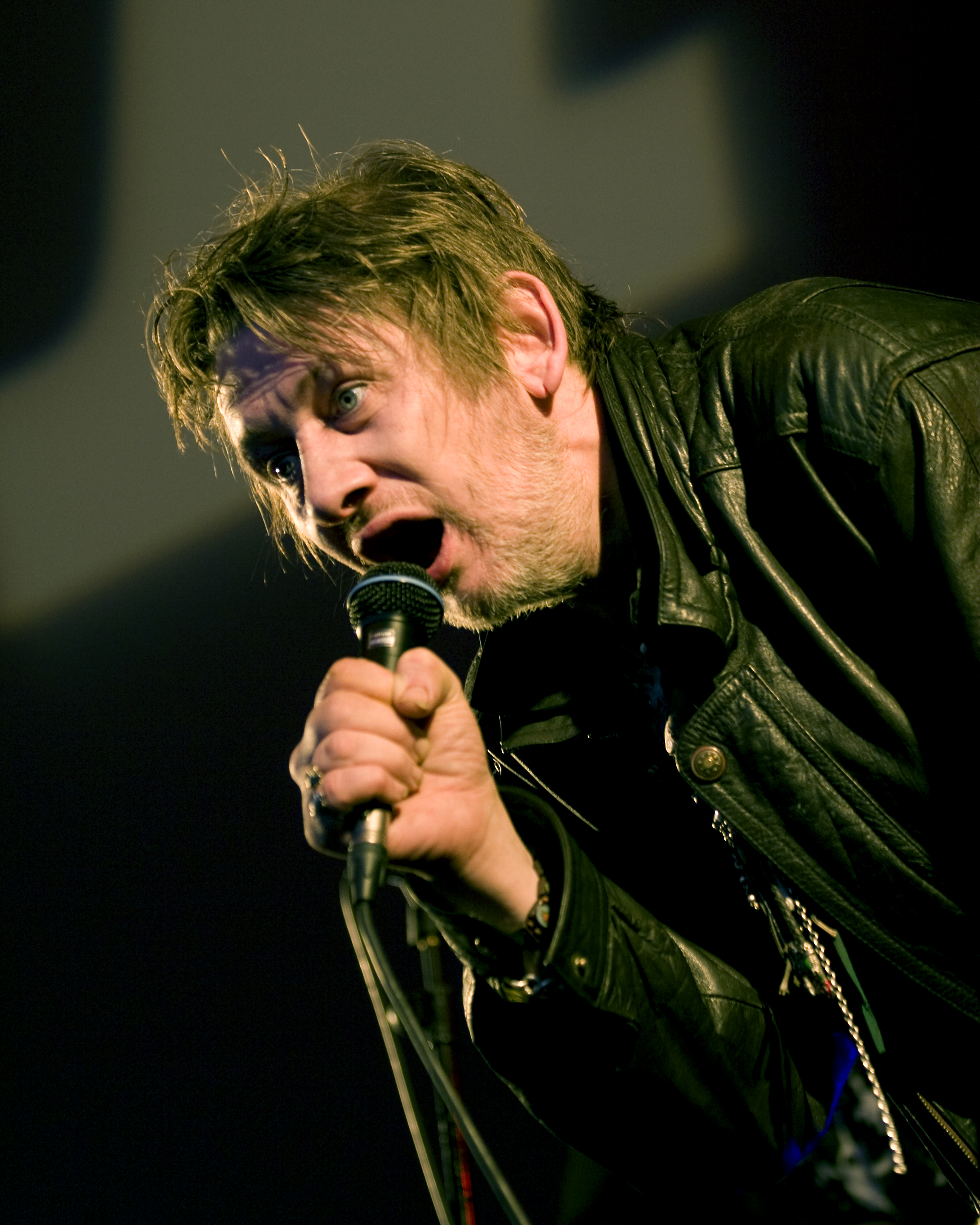
Shane MacGowan
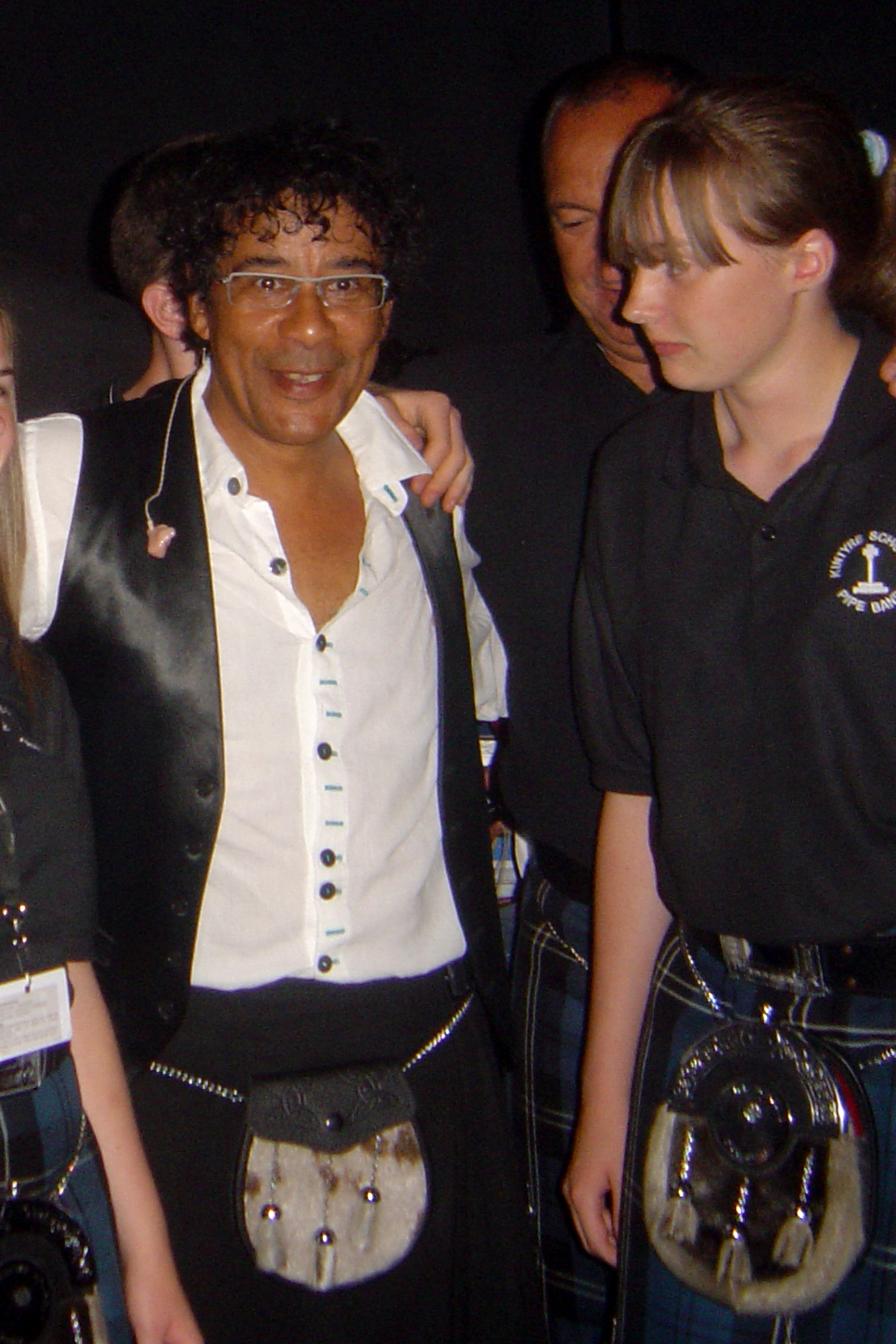
Laurent Voulzy
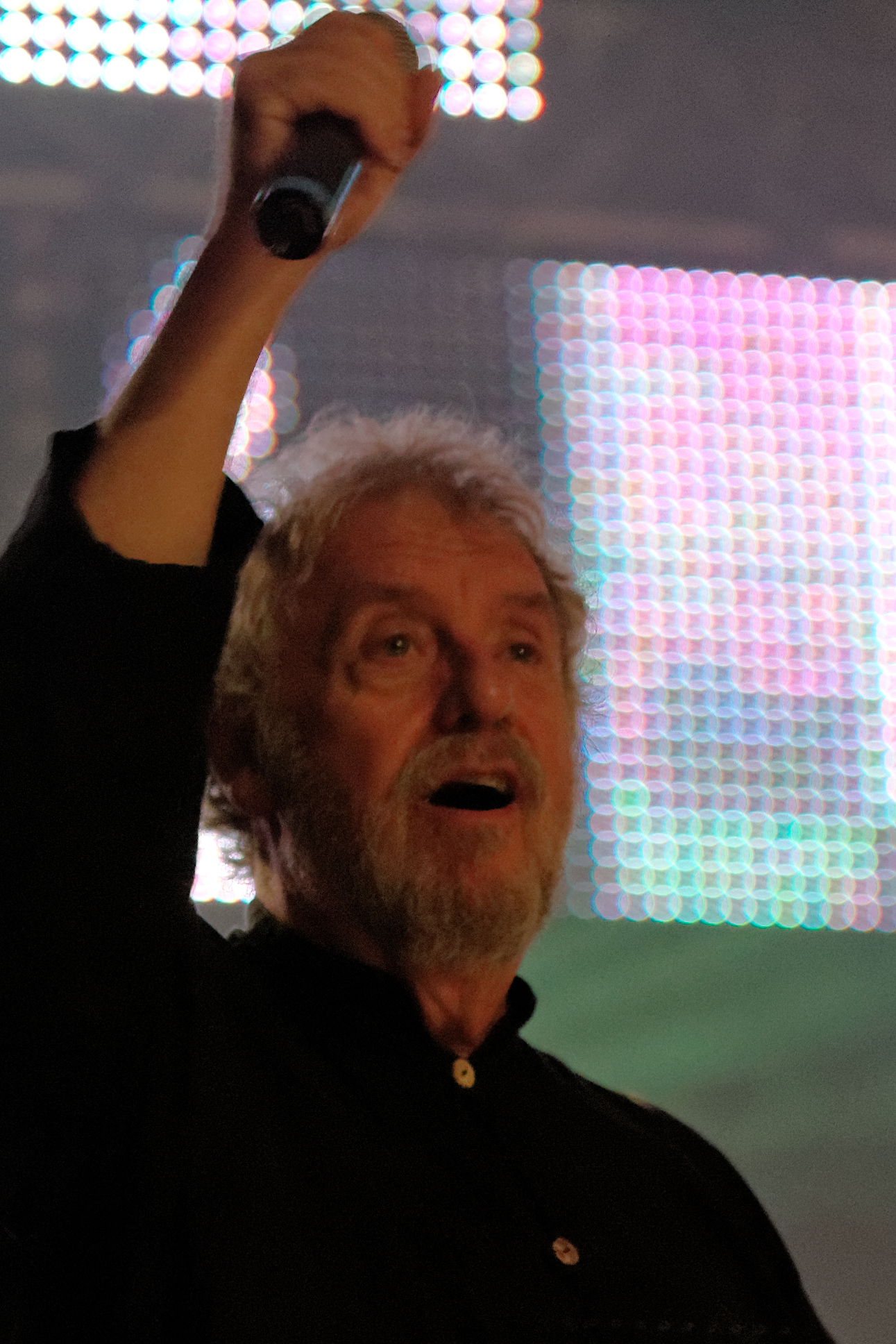
Gilles Servat
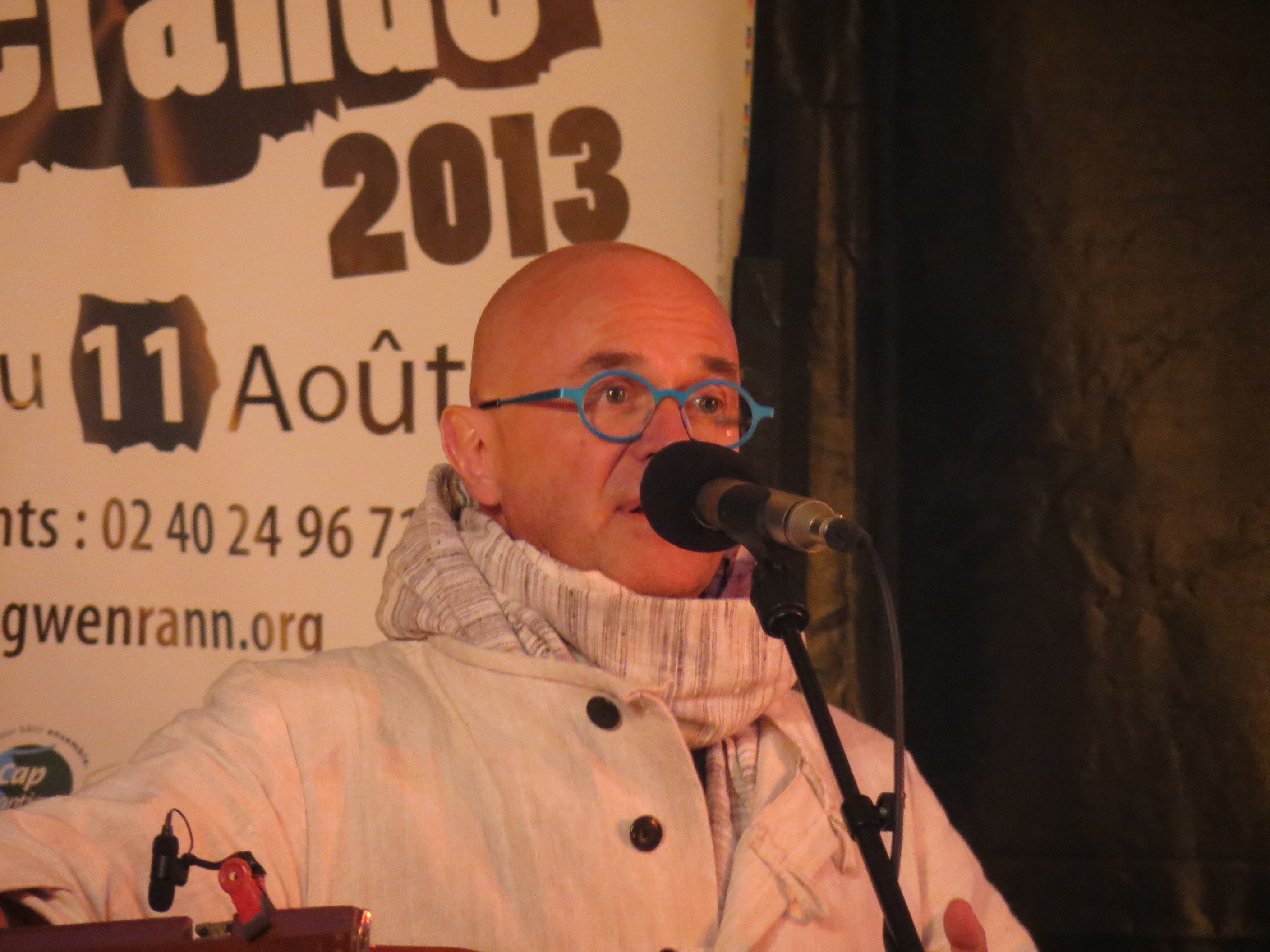
Yann-Fañch Kemener
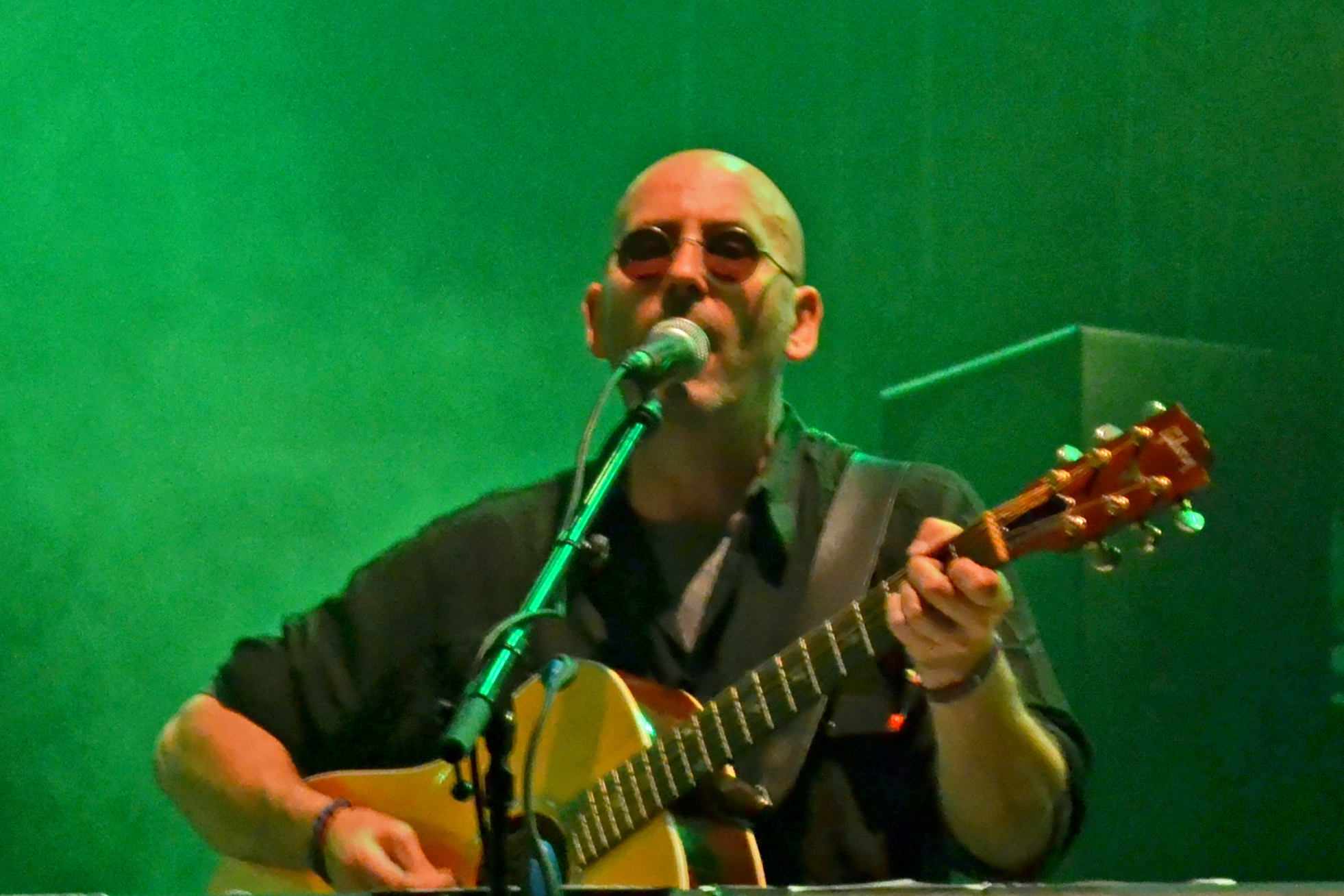
James Wood
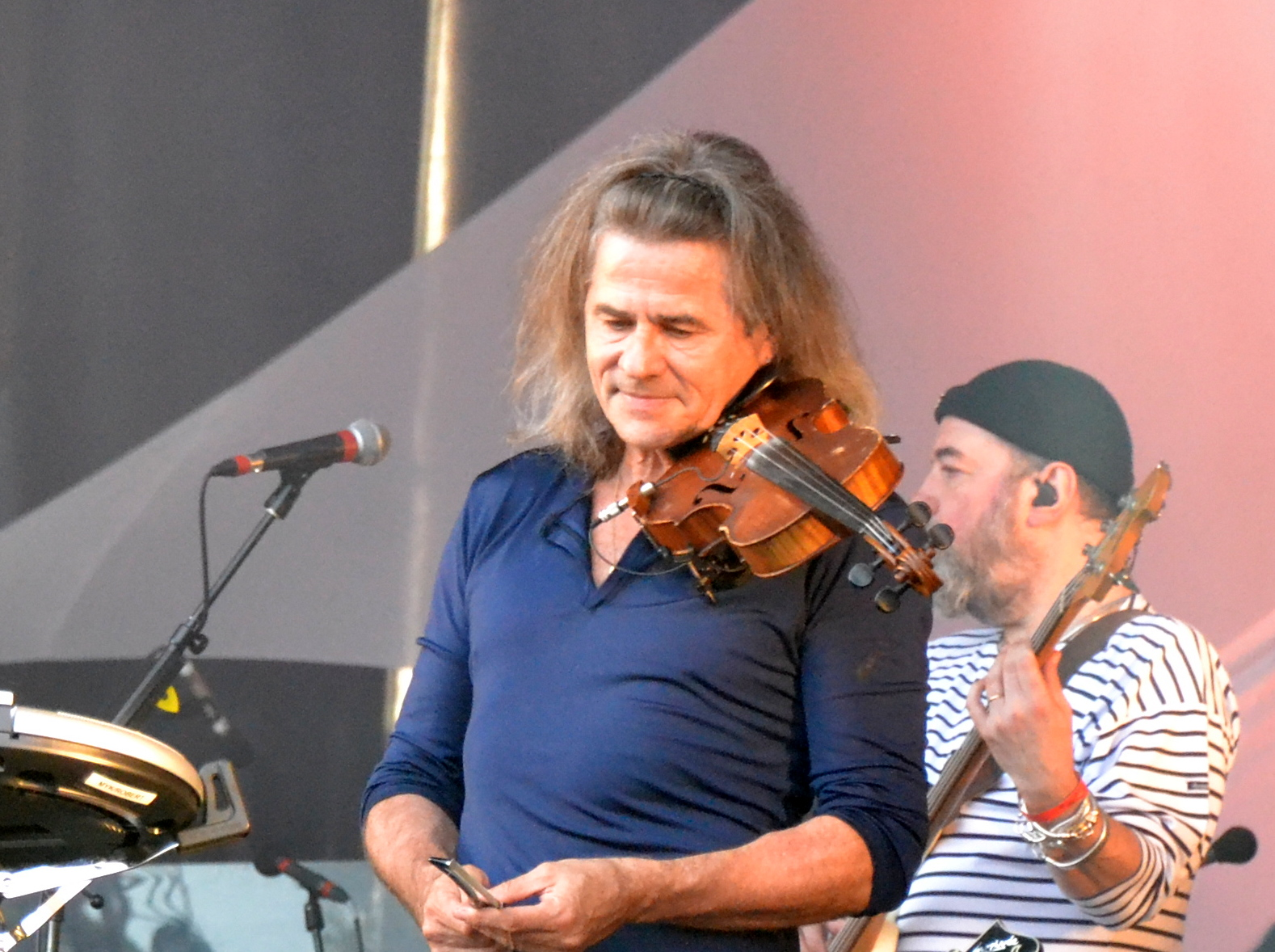
Robert Le Gall
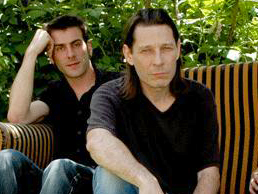
Gweltaz Adeux

## Impact populaire
Keltia III et Dreyfus-Sony font de gros efforts promotionnels (avec le soutien de Christian Noaille et d'Andrée Lebrun). L'artiste finance, très largement, la campagne publicitaire précédant la sortie du disque durant l'automne-hiver, avec notamment la diffusion de spots télévisés sur TF1. Il s'agissait des débuts des spots publicitaires de ce genre à la télévision française ; ce pari permit de toucher une audience nationale. Dans le cadre de l'émission en langue bretonne Chadenn Ar Vro diffusée sur France 3 Bretagne, plusieurs chansons, dont Tri Martolod et Suite Sudarmoricaine, sont filmées sous forme de clips musicaux réalisés par Daniel Tragarz.

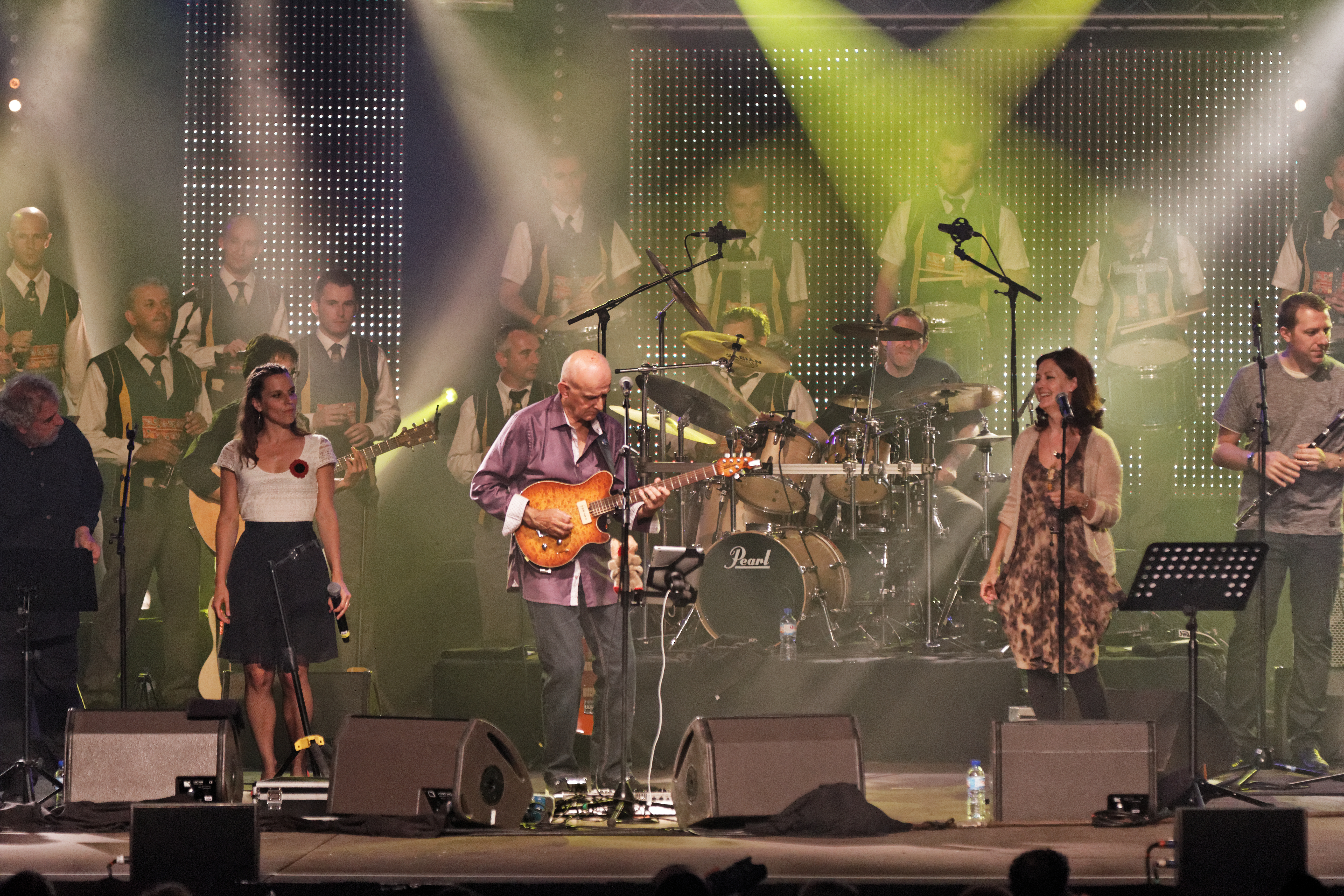
Dan Ar Braz et l'Héritage des Celtes (ci-dessus pour les 20 ans).

Cet album de reprises est bien plus que cela : un disque de (re)création qui séduit par ses atouts musicaux le public et relance la nouvelle « vague » bretonne et celtique. Vendu à plus de 300 000 exemplaires (jusqu'à 1 000 disques vendus par jour), plusieurs fois disque d'or, il devient vite un succès mondial et relance la carrière de Stivell en France. Il voit l'arrivée d'une nouvelle génération dans les concerts. L'image du fest-noz avait déjà commencée à se rajeunir, avec l'arrivée d'une nouveau public qui plébiscita la montée sur scène d'une nouvelle génération pleine d'énergie, comme le groupe Ar Re Yaouank et le chanteur Denez Prigent.
L'album est nommé aux Victoires de la musique 1994 dans la catégorie « Album de musique du monde de l'année ». Cet album clé, qui montre l'ouverture planétaire de l'artiste, est l'un des « vecteurs » de la nouvelle explosion celtique de la fin du siècle, dont prend part son compère Dan Ar Braz qui réunit l'Héritage des Celtes la même année. Dans le magazine Pays de Bretagne, il résume le phénomène avec humour : « Again, en 1993, a tout relancé ; je me suis rappelé au bon souvenir de millions de personnes avec ces pubs à la télé. Les gens disaient : « Tiens, Alan Stivell est rentré dans sa ferme, il s'occupe de ses vaches et il a laissé tombé la musique. » Et bien non ! En un mois, ça a suffi ! ».

### Une tournée française et européenne

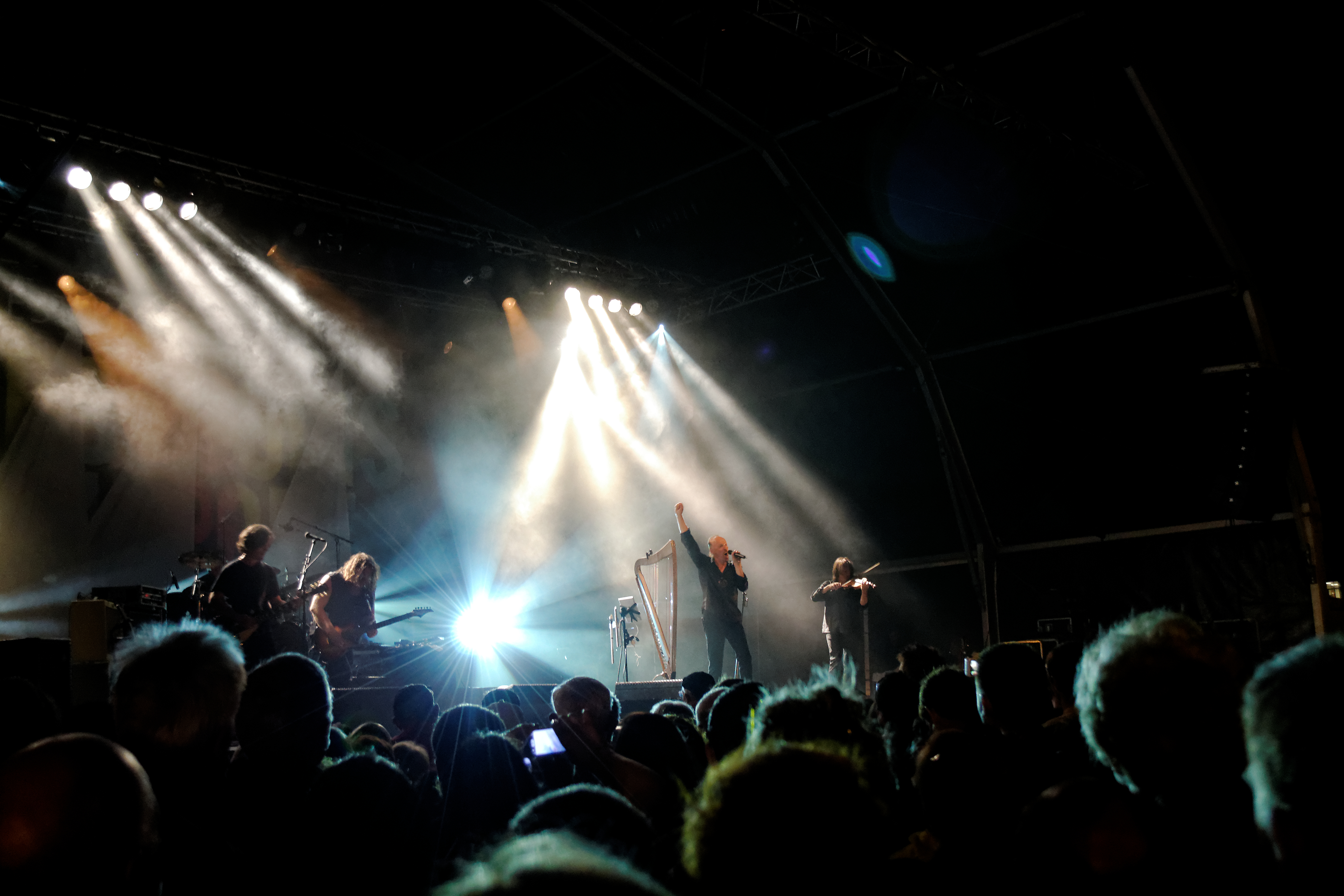
Concert au port de Brest en 2013

Durant toute l'année 1994, Alan Stivell se produit en France, dès les 14 et 15 janvier au Bataclan à Paris puis les 7 et 8 avril au Casino de Paris, avec entre-temps les retrouvailles avec la Bretagne à Brest devant plus de 5 000 spectateurs à Penfeld. Les concerts puisent dans l'énergie rock et dans les talents des musiciens, Alan Stivell en multi-instrumentiste, les tchèques du groupe České Srdce (Bohemian Heart) à la guitare et au violon, le contrebassiste d'origine malgache Dina Rakotomanga, le claviériste et saxophoniste Guillaume Saint-James ou le batteur Hervé Batteux. En Europe, Alan Stivell tourne surtout dans le Royaume-Uni en mai-juin mais il se rend aussi jusqu'à New York en juillet. Pour l'artiste, les années 1990, « c'est tout qui redémarre », « l'arrivée d'une nouvelle génération dans les concerts. »

## Caractéristiques artistiques

### Description des morceaux
1. Suite Sudarmoricaine : la chanson bretonne grivoise ouvre l'album, en duo avec l'Irlandais à la voix éraillée Shane MacGowan, chanteur punk des Pogues[n 1].
2. An dro / Tha mi sgìth : danse bretonne suivie du chant gaélique réinterprétée en duo avec la chanteuse Gillian O'Donovan, accompagnée du violon de Pierrick Lemou, la harpe de Stivell et la contrebasse de Dina Rakotomanga.
3. Ar an gcarraig / Telenn wad : traditionnel irlandais (An raibh tù ar an gcarraig) qui commence a cappella et se poursuit avec le couplet en breton à la harpe du morceau Telenn gwad présent sur le live À l'Olympia, en hommage à la révolution irlandaise[16].
4. The Foggy Dew : l'arpège cristallin sert de transition à une autre ballade irlandaise, également chantée par Stivell à l'Olympia, accompagné à nouveau de Shane McGowan[17].
5. Suzy Mc Guire (Siobhán Ní Dhuibhir) : ballade irlandaise présente sur Chemins de terre, servie par les percussions d'Hervé Batteux, la voix d'Alan Stivell et celle de May Ffran, galloise d'origine et bretonnante qui enseigna dans les écoles Diwan.
6. La « Suite irlandaise » permet d'apprécier la harpe et la flûte de Stivell, les percussions de Batteux mais aussi celles du Sénégalais Doudou N'Diaye Rose et la guitare de Patrice Paichereau qui électrifie le tout à la fin avec la basse, sur Morrison's Jig[18].
7. Spered Hollvedel : introduite aux claviers et à la batterie, la composition est jouée à bombarde puis chantée par Stivell, rejoint par les envolées vocales de Gillian O'Donovan. « Esprit Universel » est initialement sur le live E Dulenn. C'est la seule chanson à laquelle participe Dan Ar Braz à la guitare électrique[19].
8. Son ar chistr : chanson bretonne festive, l'occasion pour Gilles Servat de donner la réplique à Stivell de sa voix puissante ; James Wood mêle sa voix aux chœurs et l'harmonica de Philippe Chass rappelle le folk américain. Le banjo d'Hervé Kefelean rappelle la version originale[19].
9. Marv ma mestrez : le chant en breton de l'artiste commence a cappella, avant un dialogue avec la harpe et le saxophone de Guillaume Saint-James, qui lui donne une couleur « jazzy »[19].
10. Kimiad ar soudard yaouank : Stivell peut enfin utiliser la chanson bretonne préalablement enregistrée, qui permet à Kate Bush de mêler sa voix raisonnante à la sienne (elle est aussi aux claviers). La basse de John Giblin, les guitares d'Alan Murphy (disparu en 1989) et le uilleann pipes du Dublinois Davy Spillane font de la chanson une sorte de féerie celtique[20].
11. La « Suite des montagnes » permet à Stivell de réaffirmer sa dextérité de harpiste.
12. Metig : le chant breton tuilé en kan ha diskan est interprété par Ffran May et la « double » voix d'Alan Stivell (tantôt limpide, tantôt comme sortant d'un vieux micro avec un effet wah-wah)[21].
13. Pop Plinn : la danse plinn conserve toute sa force électrique et la harpe, le violon et la bombarde, qui surgissent tour à tour après la moitié du morceau, rendent toujours pertinente cette innovation d'Alan Stivell, entre tradition et modernité[21].
14. Bal-ha-dañs-Plinn : le traditionnel modernisé est chanté par Stivell, accompagné par la voix bretonne reconnaissable de Yann-Fañch Kemener[21].
15. O'Neil's march / The King of the Fairies : ces instrumentaux irlandais, rythmées avec force par Batteux, donnent l'occasion à Pierrick Lemou de répondre à la flûte d'Alan Stivell[21].
16. Ian Morrisson Reel : l'instrumental pour cornemuse reste un appel énergique à la danse, l'occasion de se lâcher pour tous les musiciens, en particulier Robert Le Gall au violon électrique et Dan Ar Braz, mais également, au bout de trois minutes, pour Stivell à la harpe, jouée d'une façon folk-rock[20].
17. Tri Martolod : l'« hymne stivellien » achève l'album dans une version fidèle à l'interprétation originelle, mais également renouvelée. C'est bien le cas ici avec l'interprétation d'Alan Stivell (au chant et à la harpe), Shane McGowan, Gweltaz Adeux (du groupe EV) et un choriste prestigieux en la personne de Laurent Voulzy[22].

### Pochette et disque

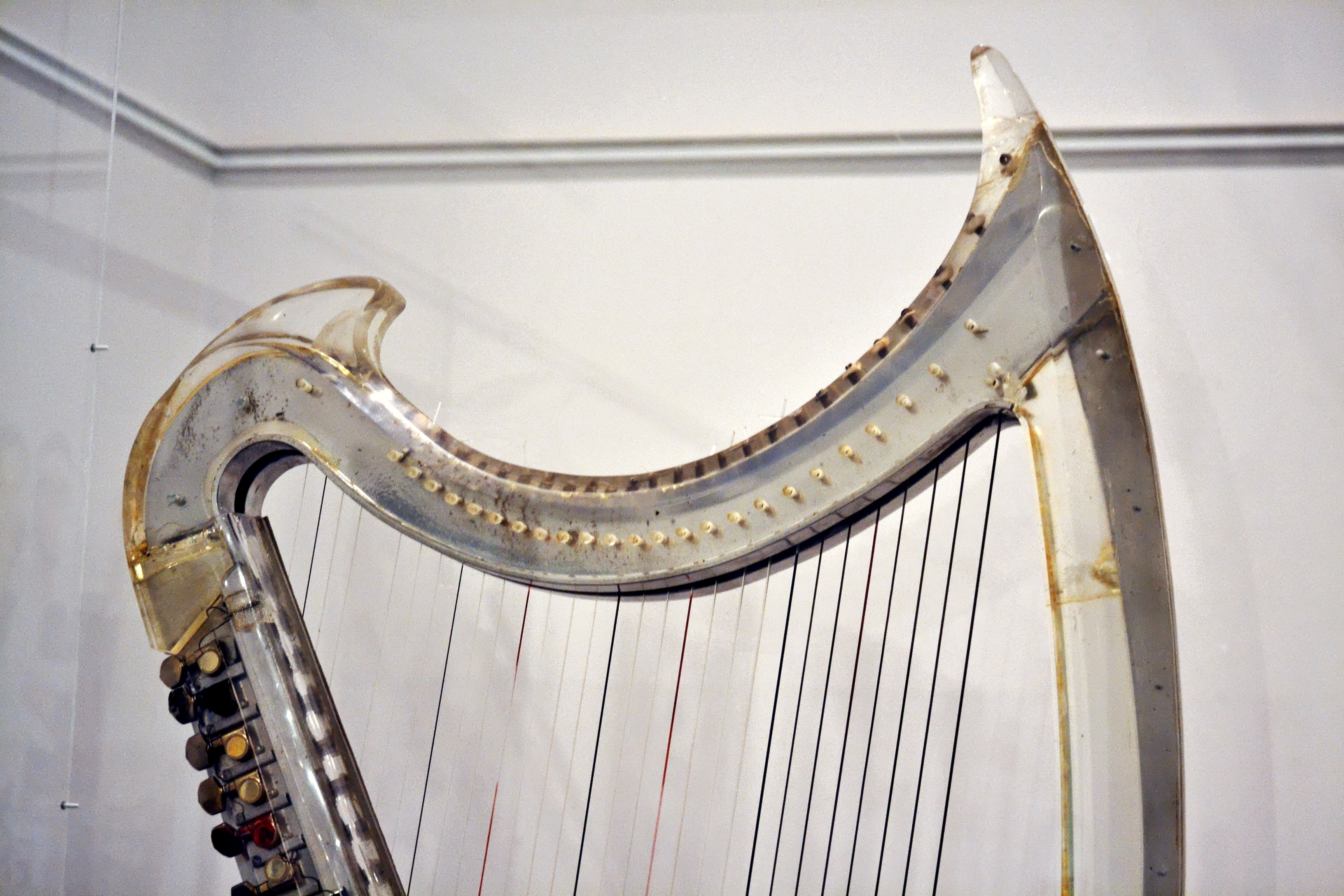
Telenn Strink, harpe de cristal

La photographie montre Stivell sur scène posant les mains sur les hanches, la tête tournée vers sa gauche, à côté de sa « harpe de cristal » et sous des projecteurs. Avec la fumée, les couleurs jaune et bleu-vert reflètent. Le « alan » est inscrit entre le I et les L de Stivell, de couleur glaz, et le titre en dessous. Le verso du disque est le prolongement de la photo, avec la partie coupée de la harpe.

## Fiche technique

### Liste des morceaux
| No  | Titre                                    | invités                                                             | Durée |
| --- | ---------------------------------------- | ------------------------------------------------------------------- | ----- |
| 1.  | Suite Sudarmoricaine                     | Shane McGowan                                                       | 3:24  |
| 2.  | An Dro / Tha mi sgìth                    | Gillan O’Donovan                                                    | 3:27  |
| 3.  | Ar An Garraig / Telenn Wad               |                                                                     | 2:10  |
| 4.  | The Foggy Dew                            | Shane McGowan                                                       | 3:04  |
| 5.  | Suzy Mc Guire (Siobhan Ni Dhuibhir)      | Ffran May                                                           | 4:31  |
| 6.  | Suite Irlandaise                         | Doudou N'Diaye Rose                                                 | 4:07  |
| 7.  | Spered Hollvedel                         | Gillan O’Donovan, Dan Ar Braz                                       | 4:25  |
| 8.  | Son Ar Chistr                            | Gilles Servat, James Wood                                           | 3:12  |
| 9.  | Marv Ma Mestrez                          |                                                                     | 4:03  |
| 10. | Kimiad                                   | Kate Bush, John Giblin, Charlie Morgan, Alan Murphy                 | 4:31  |
| 11. | Suite des Montagnes                      |                                                                     | 2:42  |
| 12. | Metig                                    | Ffran May                                                           | 3:34  |
| 13. | Pop-Plinn                                | Patrice Paichereau                                                  | 3:14  |
| 14. | Bal-ha-Dañs Plinn                        | Yann-Fanch Kemener                                                  | 3:48  |
| 15. | O'Neil's March / The King of the Fairies |                                                                     | 2:50  |
| 16. | Ian Morrisson Reel                       | Dan Ar Braz                                                         | 5:01  |
| 17. | Tri Martolod                             | Laurent Voulzy, Shane McGowan, Gweltaz Adeux, Karel Holas au violon | 3:22  |

### Crédits
Tous les titres sont des traditionnels arrangés par Alan Stivell, sauf Telenn Wad et Spered Hollvedel dont les paroles sont d'Alan Stivell.

#### Équipe artistique
- Alan Stivell : chant, harpes celtiques électriques et acoustiques, cornemuse écossaise, bombarde, flûte irlandaise, claviers, percussions, dulcimer
- Carlos Delgado : Keña, flûte de pan (1, 2)
- Davy Spillane : uilleann pipes (10)
- Michal Senbauer : guitares (1, 17)
- Guillaume Saint-James : claviers  (1, 2, 5, 12, 13, 14, 15, 16, 17), violoncelles, saxophone ténor (9, 14)
- Catherine Saint-James : violoncelle (7)
- Dina Rakotomanga : basse, contrebasse (1, 2, 5, 6, 7, 8, 12, 13, 14, 15, 17)
- Patrice Paichereau : guitares (6, 7, 12, 13, 14, 15, 17)
- Alan Murphy : guitares (10)
- Charlie Morgan : batterie (10)
- Pierrick Lemou : violons, bouzouki (2, 5, 6, 7, 12, 13, 14, 15, 16)
- Hervé Kefelean : banjo (8)
- Karel Holas : violon électrique (1, 17)
- John Giblin : basse (10)
- Robert Le Gall : violon électrique (16)
- Doudou N'diaye Rose : percussions (6)
- Jean-Luc Chevalier : guitare électrique (8)
- Philippe Chasseloup : harmonica (8)
- Dan Ar Braz : guitare électrique (7, 16)
- Hervé Batteux : batterie, percussions (1, 2, 5, 6, 7, 8, 12, 13, 14, 15, 16, 17)
- Kate Bush : chœurs et claviers (10)
- Chœurs : Gweltaz-Thierry Adeux (17), Shane McGowan (1, 4, 17), Laurent Voulzy (17), Gilles Servat (8), Yann-Fañch Kemener (14), James Wood (8), Ffran May (5, 12), Gillian O'Donovan (2, 7)

#### Équipe technique
- Production Alan Stivell (Keltia III), sauf Kimiad ar soudard yaouank, produit par Kate Bush
- Frédéric Marin : mastering (Translab)
- Laurent Dahyot : ingénieur du son (Transaction - Ubu, Rennes)
- Erik Chauvieres : mixage (except. 1, 2, 10, 11, 14, 17), Studio Arpège, Nantes
- Hervé Le Coz : mixage (1, 2, 11, 14, 17)
- Del Palmer : mixage (10), Studios Abbey Road, Londres
- Photographe : Jean-Baptiste Millot